# Peponium sublitorale
Peponium sublitorale är en gurkväxtart som beskrevs av Charles Jeffrey och J.S. Page. Peponium sublitorale ingår i släktet Peponium och familjen gurkväxter. Inga underarter finns listade i Catalogue of Life.